# St.-Mauritius-Kirche (Horsten)

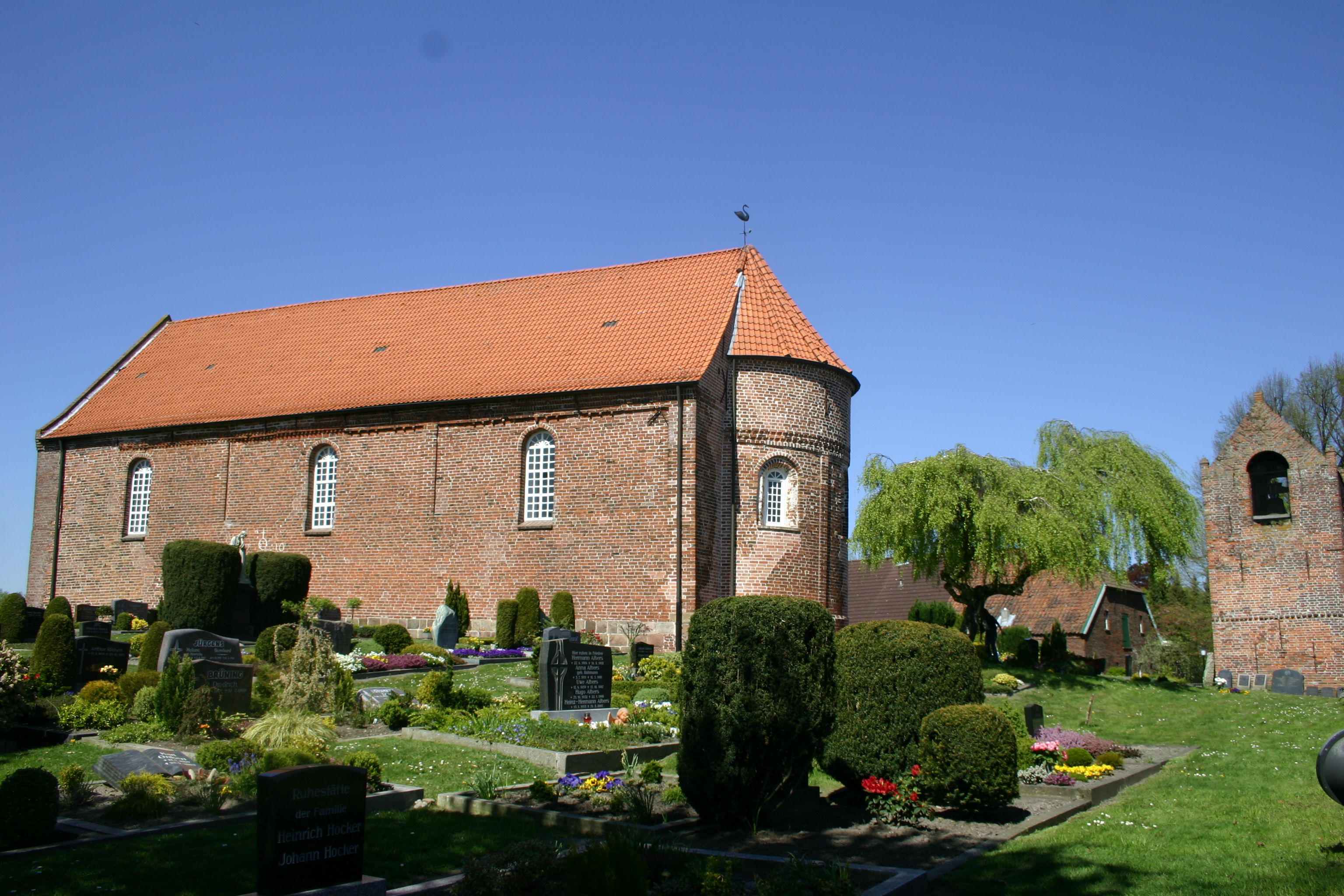
St.-Mauritius-Kirche.

Die evangelisch-lutherische St.-Mauritius-Kirche ist eine einschiffige Apsis-Saalkirche in Horsten, einem Ortsteil der ostfriesischen Gemeinde Friedeburg. Die romanische Kirche ist nach ihrem ehemaligen Schutzpatron Mauritius benannt. Sie ist als Baudenkmal ausgewiesen.

## Geschichte

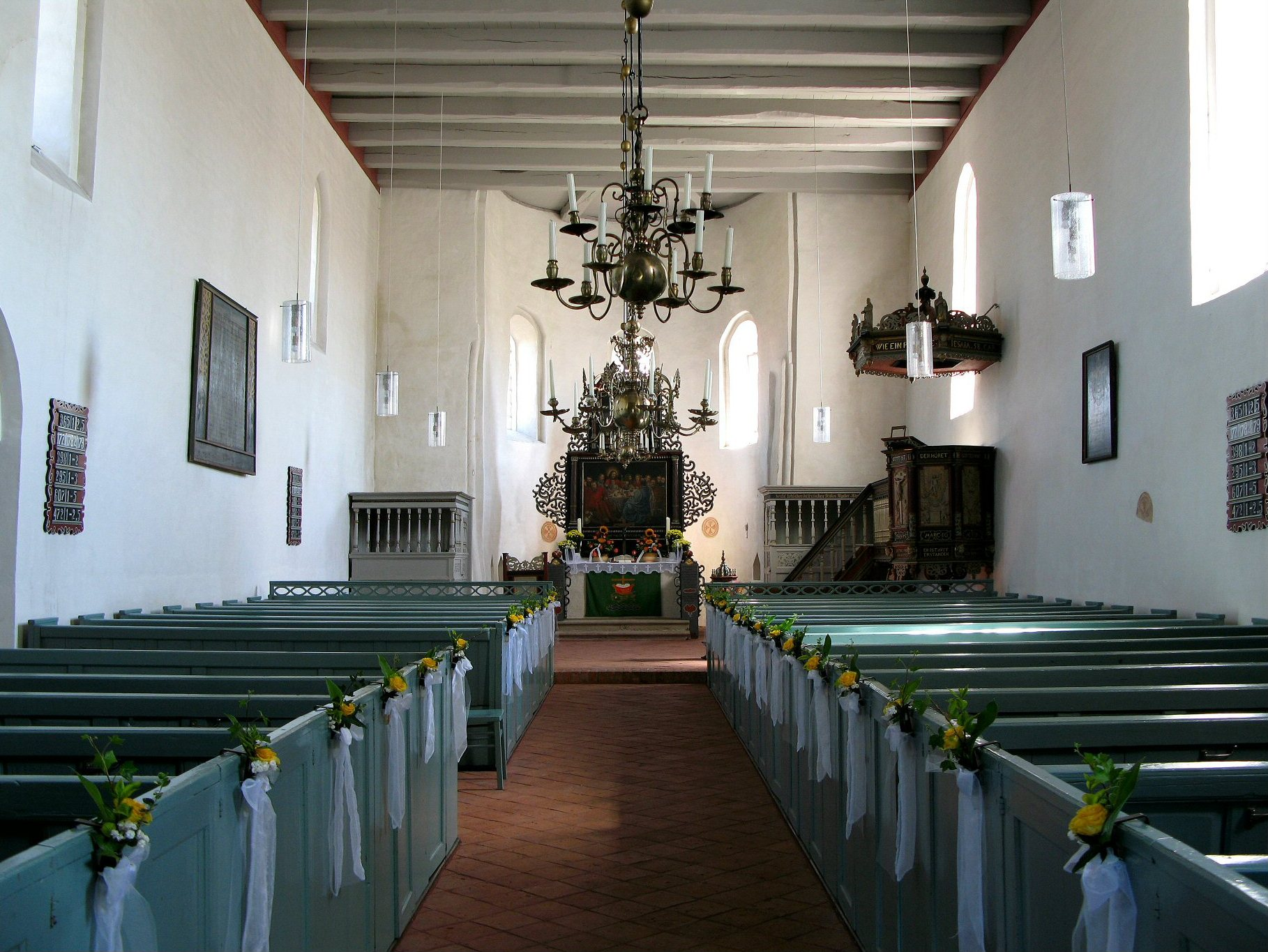
Innenansicht der Kirche

Das Gotteshaus steht auf einer künstlich aufgeschütteten Warft. Es hatte zumindest zwei Vorgängerkirchen aus Holz, deren Ursprünge auf die Zeit vor der ersten Jahrtausendwende zurückgehen. Wie archäologische Grabungen ergaben, war die hölzerne Kapelle ein rechteckiger Bau von etwas geringerem Ausmaß als die heutige Kirche und lag etwa zweieinhalb Meter tiefer als das heutige Fußbodenniveau.
Der Bau der Backsteinkirche begann in der ersten Hälfte des 13. Jahrhunderts. Zunächst wurde ein Granitquadersockel angelegt, auf dem der eigentliche Baukörper errichtet wurde. Während der Häuptlingsfehden wurde das Gebäude am Ende des 14. Jahrhunderts schwer beschädigt und anschließend über einen langen Zeitraum nach und nach ausgebessert. Während des Dreißigjährigen Krieges wurde die Kirche erneut stark in Mitleidenschaft gezogen. Das gesamte Inventar wurde von Truppen des protestantischen Heerführers Peter Ernst II. von Mansfeld zerstört. Es wurde in den folgenden Jahrzehnten durch Spenden und Schenkungen ersetzt. Ältester Ausstattungsgegenstand ist daher die Kanzel. Sie wurde im Jahre 1655 von dem Esenser Bildhauer und Holzschnitzer Jacob Cröpelin angefertigt und zeigt auf vier Feldern die Christusfeste. Der Altar mit dem Abendmahlsbild und der Darstellung der Kreuzigung wurde 1666 aufgestellt. Sein Schöpfer ist unbekannt. Das Taufbecken wurde 1696 gestiftet.
Wenn der Baugrund zu weich war, wurden die Glockenstühle in Ostfriesland freistehend errichtet, so auch in Horsten. Der Turm trägt die Jahreszahl 1645, ist vielleicht aber auch schon älter.

## Orgel

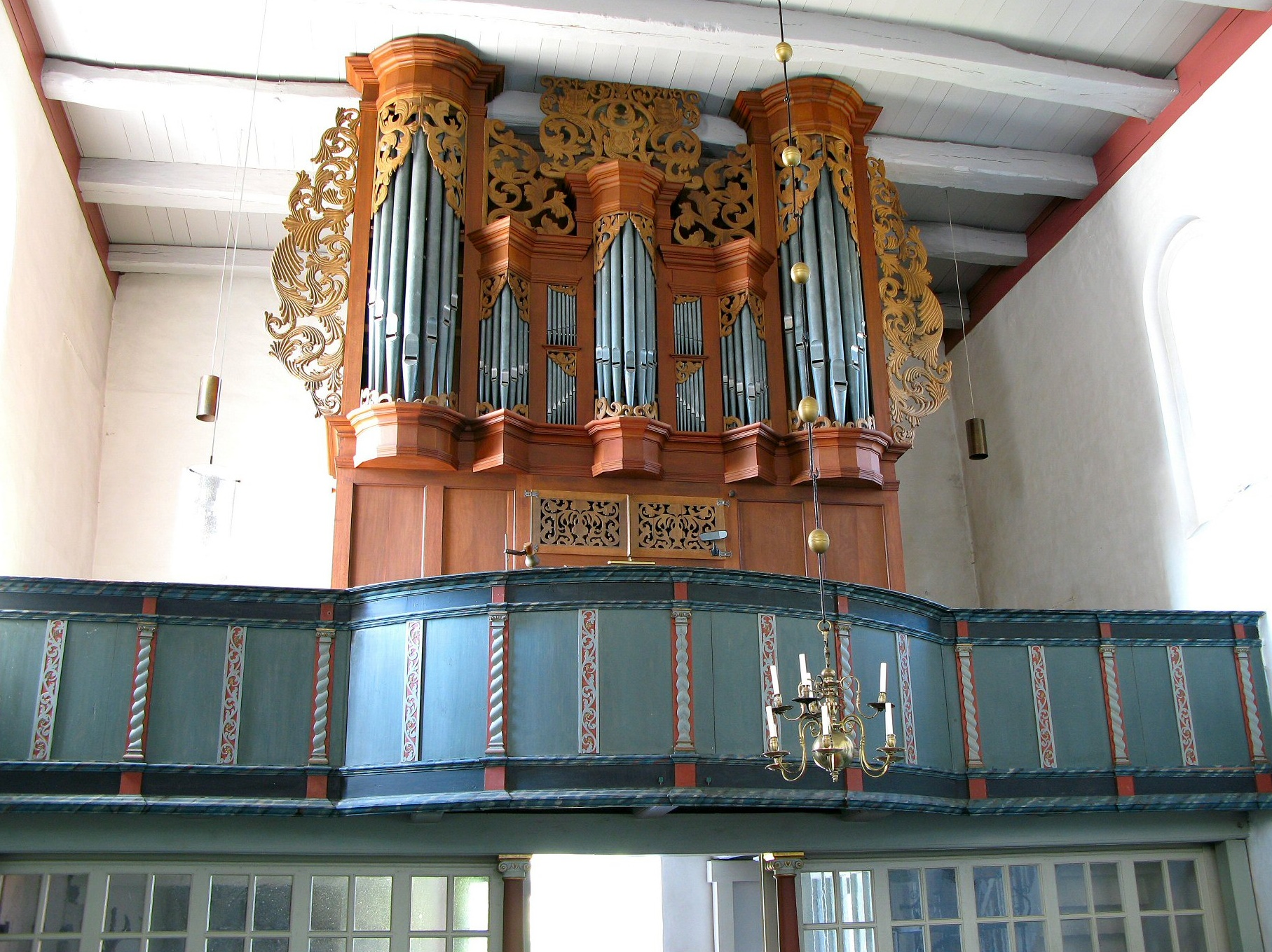
Schröder-Orgel (1733)

Die Orgel wurde in den Jahren 1731 bis 1733 von Samuel Schröder aus Jever erbaut. Es ist die einzige Orgel, die bisher von Schröder bekannt ist. Der Erbauer starb einen Monat nach Fertigstellung des Instruments. Erhalten sind sieben bis acht Register. Insgesamt weist sie 18 Register auf und zählt damit zu den Kostbarkeiten der Orgellandschaft. Bereits zwei Jahre später wurde die Orgel durch Johann Dietrich Busch aus Itzehoe renoviert und neu gestimmt. Aus den Jahren 1771, 1789, 1836 und 1857 liegen Berichte über Reparaturarbeiten vor. Die einschneidendste Veränderung erfuhr das Instrument 1907. In diesem Jahr ersetzte Johann Martin Schmid aus Oldenburg die scharfen und schnarrenden Register dem Zeitgeschmack entsprechend durch romantische Stimmen. Im Jahr 1917 mussten die Prospektpfeifen als kriegswichtiges Material zur Einschmelzung abgegeben werden. Erst im Jahre 1927 konnten sie durch Zinkpfeifen ersetzt werden. Dabei fügte die Orgelbauwerkstatt P. Furtwängler & Hammer aus Hannover dem Instrument einen Subbass 16′ als selbstständiges Pedalregister auf einer pneumatisch gesteuerten Windlade hinzu. In den Jahren 1955/56 rekonstruierte die Orgelbauwerkstatt Alfred Führer aus Wilhelmshaven die ursprüngliche Disposition und baute zusätzlich ein neues selbstständiges Pedalwerk mit drei Registern und zwei Vakantplätzen hinter das Hauptgehäuse. 1985 wurde das Instrument erneut instand gesetzt und dabei auch das Gehäuse von seinen Farbfassungen befreit. Heute zeigt es wieder sein ursprüngliches, nur leicht getöntes Eichenholz. Die Disposition lautet wie folgt:
| I Hauptwerk CDE–c3 |       |           |
| Quintade B/D       | 16′   | 1733/1956 |
| Principal B/D      | 8′    | 1927      |
| Gedackt            | 8′    |           |
| Oktav              | 4′    |           |
| Quinte             | 2 ⁄3′ |           |
| Oktav              | 2′    |           |
| Sesquialtera II    |       | 1956      |
| Mixtur IV–V        |       | 1956      |
| Trompete           | 8′    | 1985      |

| II Brustwerk CDE–c3 |       |      |
| Gedackt             | 8′    |      |
| Flöte               | 4′    |      |
| Spitzflöte          | 2′    |      |
| Quinte              | 1 ⁄3′ | 1956 |
| Scharff III         |       | 1956 |
| Regal               | 8′    | 1956 |

| Pedal C–d1  |     |          |
| Subbaß      | 16′ | 1927     |
| Oktavbaß    | 8′  | 1956     |
| Choralbaß   | 4′  | 1956     |
| Mixtur IV–V |     | (vakant) |
| Posaune     | 16′ | (vakant) |

- Koppeln: II/I, I/P